# Algorytm Simona
Algorytm Simona – algorytm kwantowy znajdujący rozwiązanie poniższego zagadnienia.

## Problem
Niech istnieje funkcja:
{\displaystyle f:\{0,1\}^{n}->\{0,1\}^{m}} gdzie {\displaystyle m\geqslant n-1.}
Należy sprawdzić czy istnieje takie {\displaystyle s\in \{0,1\}^{n}\setminus \{0^{(}n)\}} że:
{\displaystyle \forall _{x'\neq x}(f(x')=f(x)\Leftrightarrow x'=x\oplus s).}

## Rozwiązanie klasyczne
Nie istnieje rozwiązanie tego zagadnienia o złożoności obliczeniowej mniejszej od wykładniczej.

## Rozwiązanie kwantowe
Rozwiązanie opiera się na układzie kwantowym, który niezależnie rozwiązuje się n-krotnie.
Wygląda ono następująco:
{\displaystyle |\phi _{0}\rangle =|0^{(n)}\rangle |0^{(m)}\rangle }
{\displaystyle |\phi _{1}\rangle =H^{\otimes n}|\phi _{0}\rangle ={\frac {1}{\sqrt {2^{n}}}}\sum _{i=0}^{2^{n}-1}|i\rangle |0^{(m)}\rangle ,} gdzie {\displaystyle |i\rangle \in \{0,1,...2^{n}-1\}} jest liczbą zakodowaną na pierwszych {\displaystyle n} bitach
{\displaystyle |\phi _{2}\rangle =U_{f}|\phi _{1}\rangle =U_{f}{\frac {1}{\sqrt {2^{n}}}}\sum _{i=0}^{2^{n}-1}|i\rangle |0^{(m)}\rangle ={\frac {1}{\sqrt {2^{n}}}}\sum _{i=0}^{2^{n}-1}|i\rangle |f(i)\rangle }
{\displaystyle |\phi _{3}\rangle =H^{\otimes n}|\phi _{2}\rangle ={\frac {1}{2^{n}}}\sum _{i=0}^{2^{n}-1}\sum _{j=0}^{2^{n}-1}(-1)^{ij}|i\rangle |f(j)\rangle }
Taką procedurę należy niezależnie powtórzyć n-krotnie, za każdym razem mierząc stan pierwszego rejestru. W wyniku takiego działania powinniśmy otrzymać n liniowo niezależnych wektorów w {\displaystyle \{0^{(}n)\},} które podstawione do układu równań jednorodnych w przestrzeni {\displaystyle \mathbb {Z} _{2}} powinny dać jako rozwiązanie szukane {\displaystyle s.}